# Ibne Mamude
Ibne Mamude (Ibn Maḥmūd) ou ibne Maomé (Ibn Muḥammad) foi um rebelde árabe do século X.

## Vida
Conspirou com ibne Diama e ibne Manique contra o patriarca de Antioquia Cristóvão (r. 959/960–967). Fracassaram em expulsá-lo de sua sé após a morte do emir de Alepo Ceife Adaulá (r. 945–967) em 8 de fevereiro, e por isso mataram-o durante uma visita a casa de ibne Manique. Após a conquista bizantina de Antioquia em 28 de outubro de 969, os culpados foram punidos. Ibne Mamude foi levado junto de ibne Diama à prisão em Tarso, onde faleceu encarcerado.